# المعادلة الثيرموديناميكية الأساسية
معادلة جيبس الأساسية  أو المعادلة الأساسية للترموديناميكا  في الفيزياء والترموديناميكا (بالإنجليزية : fundamental equation of thermodynamics) هي المعادلة الأساسية في الديناميكا الجرارية . وهي تصف عدة من نقاط التوازن التي تحدث في نظام حركة حرارية وهي دالة شاملة لدوال حالة نظام، مثل الطاقة الداخلية U للنظام و الإنتروبي وغيرها من دوال الحالة Xi. سميت المعادلة باسم صائغها العالم الفيزيائي الألماني جوزيه ويلارد جيبس، وساعدت على استنباط علاقات ماكسويل . الدالة الأساسية لجيبس كالآتي:
{\displaystyle U\ =\ U(S,X_{i})}
بالنسبة إلى نظام مكون من مادة واحدة (غير مغناطيسية) يمكن تبسيط المتغيرات في المعادلة لتقتصر على دوال الحالة: الإنتروبيS و الحجم V و كمية المادة n.
{\displaystyle U\ =\ U(S,V,n)}
كما تمكن استنباط المعادلة، أيضا للمواد الغير مغناطيسية، بحيث يحتوي النظام على عدة مواد k مختلفة :
{\displaystyle U\ =\ U(S,V,n_{1},...,n_{k})}
وفي نفس الوقت يمكن كتابة المعادلة بحيث تعطي الإنتروبي :
{\displaystyle S\ =\ S(U,V,n_{1},...,n_{k})}
كدالة للحرارة الداخلية U والمتغيرات الأخرى.
تحتوي تلك الدالتان على جميع المعلومات الترموديناميكية للنظام . كما تكثر استخداماتها في صورتها التفاضلية :
{\displaystyle \mathrm {d} U=\left({\frac {\partial U}{\partial S}}\right)_{V,n_{i}}{d}S+\left({\frac {\partial U}{\partial V}}\right)_{S,n_{i}}{d}V+\sum _{i=1}^{k}\left({\frac {\partial U}{\partial n_{i}}}\right)_{V,S,n_{j\not =i}}{d}n_{i}}
وتعني الحروف المائلة والقائمة (d وبالتالي d) المشتقات الجزئية وتالفاضل الكامل .
ويمكن الاخذ في الاعتبار المتغيرات، مثل درجة الحرارة والضغط والكمون الكيميائي فتصبح المعادلة :
{\displaystyle \mathrm {d} U=T\,{d}S-p\,{d}V+\mu \,{d}n\!}
ومع افتراض أن كمية المادة في النظام ثابتة يمكن تبسيط المعادلة إلى الصيغة:
{\displaystyle \mathrm {d} U=T\,{d}S-p\,{d}V\!}
وهذه هي الصيغة المشهورة لاعتماد تغير الطاقة الداخلية للنظام على التغير في الإنتروبي و تغير الحجم. ومن تلك المعادلات وعن طريق إجراء التفاضل للمرة الثانية تستنبط منها علاقات ماكسويل .
يعطي التفاضل الثاني بعض خصائص مادة النظام ومنها الحرارة النوعية ومعامل الانضغاط ومعامل التمدد الحراري.
كما أن تطبيق تحويل ليجاندر على معادلات جيبس الأساسية يمكننا من تعيين الجهد الترموديناميكي و الطاقة الحرة والإنثالبي وكذلك طاقة جيبس الحرة .

## بعض الخواص الطبيعية
تساعدنا معادلة جيبس الأساسية على اشتقاق الكثير من خصائص المادة في الترموديماميكا، نذكر هنا بعضا منها :
- السعة الحرارية عند حجم ثابت:{\displaystyle C_{V}=\left({\frac {\partial U}{\partial T}}\right)_{V}}
- السعة الحرارية عند ضغط ثابت: {\displaystyle C_{P}=\left({\frac {\partial H}{\partial T}}\right)_{P}}
- قابلية الانضغاط عند ثبات درجة الحرارة :

{\displaystyle \beta _{T}=-{\frac {1}{V}}\left({\frac {\partial V}{\partial p}}\right)_{T}}
حيث T المكتوبة تحت القوس تعني أن التفاضل يقترن بثبات درجة الحرارة .
- قابلية الانضعاط الأديباتي :

{\displaystyle \beta _{S}=-{\frac {1}{V}}\left({\frac {\partial V}{\partial p}}\right)_{S}}
حيث S الإنتروبي ويكون ثابتا.